# Stretto di Bering
Lo stretto di Bering (in inglese Bering Strait; in russo Берингов пролив?, Beringov proliv) è uno stretto marino dell'emisfero settentrionale che si estende tra capo Dežnëv, il punto più a est del continente asiatico, e capo Principe di Galles, il punto più a ovest del continente americano, dividendo quindi gli Stati Uniti dalla Russia.
Largo circa 83 chilometri, con una profondità compresa tra 30 e 50 metri, è il tratto più settentrionale del Pacifico, confinando a nord con il mar dei Čukči (parte del Mar Glaciale Artico). Prende il nome da Vitus Bering, un esploratore russo di nascita danese che lo attraversò nel 1728 per la prima volta.

## Geografia
Le isole Diomede si trovano esattamente al centro dello stretto di Bering: la più orientale delle due isole, la Piccola Diomede, appartiene amministrativamente agli Stati Uniti (Alaska), quella più occidentale, la Grande Diomede, 
alla Russia (Circondario di Čukotka). Sono separate da un braccio di mare di appena 3 km, minima distanza tra Stati Uniti e Russia.
Negli anni sono state avanzate proposte per la costruzione di un ponte su questo stretto, che unirebbe la Siberia, quindi il continente asiatico, con l'Alaska, quindi al continente americano. È stata anche proposta la realizzazione di un tunnel sottomarino.

## Durante le ere glaciali
Durante le ere glaciali, l'area dello stretto emergeva dalle acque formando un ponte di terra, detto Beringia, che poteva essere attraversato a piedi. I primi esseri umani arrivarono nel continente americano in questo modo durante l'ultima era glaciale, e si diffusero successivamente verso sud.

## Progetti di collegamento

### Il telegrafo mai costruito
Il collegamento fisico fra l'Asia e il Nordamerica attraverso lo stretto di Bering sembrò divenire realtà nel 1864 quando una compagnia telegrafica russo-statunitense predispose la costruzione di una linea di comunicazione per connettere l'America con l'Europa attraverso l'ovest. Tale progetto fu però abbandonato in virtù dei buoni risultati registrati dal collegamento sottomarino sotto l'Atlantico inaugurato nel 1866.

### La diga
Nel 1956 l’Unione Sovietica propose la redazione di un piano congiunto finalizzato a riscaldare le acque dell'Artico e sciogliere così alcune formazioni glaciali. Il progetto mirava alla costruzione di una diga lunga 89 km lungo lo stretto: i flussi di ghiaccio e acqua fredda sarebbero stati confinati a nord della diga e le correnti tiepide avrebbero potuto conseguentemente estendere verso nord, fino alla diga, i loro benefici effetti.
Gli esperti USA risposero che nonostante il progetto risultasse fattibile, gli 89 chilometri di diga avrebbero comportato un costo spropositato.

### La ferrovia sperimentale
Anche l'adozione di tecnologia ferroviaria "ad alta velocità" sperimentale venne ipotizzata per la costruzione di una linea che congiungesse i due continenti. Nella seconda metà dell'Ottocento lo stretto di Bering fu individuato fra i possibili scenari di applicazione della "aerodromic railway", una ferrovia sospesa progettata dagli ingegneri statunitensi Chase e Kirchner.
Anche tale progetto restò allo stadio di mera ipotesi.

### Dal ponte al tunnel
Un altro collegamento ipotizzato era rappresentato da un ponte che congiungesse le sponde di Alaska e Siberia.
Nonostante le evidenti difficoltà tecniche, politiche e finanziarie, la Russia ha autorizzato nel 2011 un finanziamento di 65 miliardi di dollari statunitensi per il progetto di un tunnel sullo stretto facente parte dell'ipotizzato collegamento transcontinentale "TKM-World Link".
Qualora completata, tale opera, lunga 103 km, rappresenterebbe il più lungo tunnel al mondo.